# 沖縄県道17号線
沖縄県道17号線（おきなわけんどう17ごうせん）は沖縄県南城市大里字稲嶺と島尻郡八重瀬町字港川とを結ぶ一般県道。

## 概要

### 区間
- 起点：南城市大里字稲嶺（沖縄県道48号線）
- 終点：島尻郡八重瀬町字港川（国道331号）
- 総延長：5.93km（実延長も同じ）

### 通過自治体
- 南城市－島尻郡八重瀬町

### 交差する路線
- 沖縄県道48号線（起点）
- 沖縄県道236号玉城那覇自転車道線（沖縄のみち自転車道・南城市玉城前川）
- 沖縄県道131号線（八重瀬町新城）
- 国道331号（終点）

### 主要施設
- おきなわワールド（玉泉洞）（南城市玉城前川）

### 路線バス
南城市コミュニティバス（Nバス）（2019年10月運行開始、沖縄バスが運行）以外、いずれも琉球バス交通が運行しており、その多くが玉泉洞を発着としている。
- 50番・百名（東風平）線　八重瀬町港川 - 長毛の旧国道区間
- 51番・百名（船越）線　南城市玉城船越 - 八重瀬町新城（向陽高校経由のみ）
- 54番・前川線　南城市大里稲嶺 - 玉城前川玉泉洞前 - 八重瀬町新城（稲嶺 - 玉泉洞は目取真経由、玉泉洞 - 新城は東風平経由）
- 81番・西崎向陽高校線　南城市玉城前川玉泉洞前 - 八重瀬町港川
- 82番・糸満玉泉洞線　南城市玉城前川玉泉洞前 - 八重瀬町港川
- 83番・玉泉洞線　南城市玉城前川玉泉洞前 - 八重瀬町新城
- 南城市コミュニティバス（Nバス）　いずれも停車するのは南城市内区間のみ（一部路線を除く）
  - Cルート（玉城・大里一周線）　南城市玉城船越 - 八重瀬町港川（C1は港川→船越、C2は船越→港川）
  - D2ルート（玉城東回り線）　南城市玉城前川→八重瀬町港川
  - F1・F2ルート（玉城西回り線）　南城市大里稲嶺 - 玉城前川（F1は前川→稲嶺、F2は稲嶺→前川）
  - F3ルート（玉城一周線）　南城市大里稲嶺→八重瀬町港川
  - Gルート（向陽高校線）　南城市玉城前川→八重瀬町港川

## 歴史・特徴
- 1953年（昭和28年）に琉球政府道17号線として指定。1972年（昭和47年）に本土復帰と同時にそのまま県道17号線となる。
- 1993年（平成5年）、国道331号が1987年（昭和62年）に開通した港川バイパスに本線が移ったため、旧道の一部が県道に降格され、この路線となる。